# Bomayé Musik
Bomayé Musik est un label discographique indépendant créé en 2006 par les rappeurs Général Philo (Ménage à 3) et Youssoupha

## Histoire
Il est devenu à partir des années 2010 un collectif composé de Naza, Keblack, Hiro, Jaymax, DJ Myst et Youssoupha,, ensemble ils produisent plusieurs morceaux et enregistrent l'album « Sauvage » en deux volumes. On compte parmi les membres du label, la participation de Ayna, Taïpan et Sam's, puis après le départ de Hiro, la participation également de Gaz Mawete qui rejoint le label en 2017, et de Céline Banza qui signe chez BMYE au mois de janvier 2021 et sort son tout premier album en compagnie de Youssoupha,. Le mot Bomayé vient de Lingala et signifie « Tue-le ». C'est une référence au combat de Mohamed Ali contre Georges Foreman au congo où la foule criait "Aaali, Bomayé".
En juillet 2021, le Général Philo annonce la préparation d'une mini-série « Bomaye Musik Inside » pour être diffusée sur les plateformes streaming et YouTube.

## Artistes

### Membres actuelle
- Céline Banza
- Naza
- JAYSIX ABDALAH (Africa Bomayé Musik)
- KeBlack
- DJ Myst
- Ayna
- Taïpan
- Sam's
- Jaymax
- Youssoupha

### Anciens Membres
- Hiro (Il a quitté le label en 2017)
- Gaz Mawete (Il a quitté le label en 2022)